# Велика източноазиатска сфера на съпроцъфтяване
Велика източноазиатска сфера на съпроцъфтяване (на японски: 大東亜共栄圏) е империалистическа доктрина на Япония по време на Втората световна война.
Първоначално вдъхновена от паназиатизма и антиколониализма и в съгласие с по-общата концепция „Хако ичиу“, тя си поставя за цел създаването на японска сфера на влияние в Източна, Югоизточна и Южна Азия. Доктрината е официално обявена за първи път на 29 юни 1940 година в изявление по радиото на външния министър Хачиро Арита. Освен Япония и пряко завладените от нея територии, като Корея и Тайван, сферата включва японски съюзници, като Тайланд, и марионетни режими, като Манджоу-Го, Режима на Уан Дзинуей, Държавата Бирма, Втората филипинска република, Свободна Индия.